# Regla
Regla è un municipio della capitale cubana dell'Avana.

## Amministrazione

### Gemellaggi
- Corsico, dal 2003
- Richmond (California)